# Hexatoma (Eriocera) setosivena
Hexatoma (Eriocera) setosivena is een tweevleugelige uit de familie steltmuggen (Limoniidae). De soort komt voor in het Neotropisch gebied.